# Dharavi
Dharavi é uma favela localizada no centro de Mumbai.
É uma das maiores favelas da Ásia, comportando quase um milhão de pessoas em seus vinte quilômetros quadrados.